# Сорокина, Эльвира Анатольевна
Эльви́ра Анато́льевна Соро́кина (род. 22 января 1948, Сокол, Вологодская область, СССР) — советский и российский лингвист, специалист в области терминоведения, доктор филологических наук, профессор.

## Биография
В 1974 г. окончила филологический факультет МГУ им. М. В. Ломоносова.
В 1984 г. в МГУ защитила диссертацию на соискание ученой степени кандидата филологических наук, тема: «Прилагательные-неологизмы современного русского языка» (специальность: 10.02.01 Русский язык, научный руководитель — к.ф.н., доцент В. В. Морозова), в 2007 в МГОУ — диссертацию на соискание ученой степени доктора филологических наук, тема: «Когнитивные аспекты лексического проектирования (к основам когнитивного терминоведения)» (специальность: 10.02.19 Теория языка, научный консультант — д.ф.н., профессор, академик РАЕН и МАИ Л. Л. Нелюбин).
В настоящее время является профессором кафедры английской филологии МГОУ и профессором кафедры «Лингвистика» РУТ (МИИТ).

## Научная деятельность
Профессор Э. А. Сорокина является автором более 150 научных и учебно-методических работ (в том числе монографий и учебников) по общему и когнитивному терминоведению. Член редакционной коллегии ряда статусных рецензируемых научных журналов, в том числе журнала «Вопросы терминоведения».
Член Терминологической комиссии при Международном комитете славистов

### Основные работы

#### Учебники и учебные-методические работы
- Гринев-Гриневич С. В., Скопюк Т. Г., Сорокина Э. А. Основы антрополингвистики. Учебное пособие. — М.: Издательский центр «Академия», 2008. — 128 с.
- Гринев-Гриневич С. В., Скопюк Т .Г., Сорокина Э. А. Antropolingwistyka (nowa nauka XXI wieku). — Bialystok, 2009. — 130 с.
- Гринев-Гриневич С. В., Сорокина Э. А. Основы семиотики: Учебное пособие. — М.: ФЛИНТА; Наука, 2012.
- Сорокина Э. А., Асланян Е. С. Тест и тестирование. Терминологический словарь-справочник. — М.: Изд-во «Академия», 2012.
- Сорокина Э. А., Матвеева Е. Е. Словарь-справочник терминов фонетики. — Москва, АПКиППРО ACADEMIA, 2012.
- Сорокина Э. А., Закирова Е. С. Основы теории языка для специальных целей. Учебник. — М.: Издательско-торговая корпорация «Дашков и К», 2014. — 152 с.
- Sergei Grinev-Grinevicz, Patricia Thomas, Elvira Sorokina, Foundations of Anthropolinquistics. — LAP Lambert Academic Publishing, Saarbrucken, Deutschland / Germany, 2015. — 183 с.
- Сорокина Э. А., Асланян Е. С. English Language Testing. Терминологический словарь-справочник. — М.: МГПУ, 2014. — 72 с.

#### Научные статьи
- Сорокина Э. А. Консубстанциональность как языковое явление // Terminology Science in Russia today From the Future. — Berlin, 2014. — С. 305—312.
- Сорокина Э. А. Семантические изменения в языке как отражение развития национального мышления. // Слово, высказывание, текст в когнитивном, прагматическом и культурологическом аспектах. — Челябинск: Энциклопедия, 2014. — С. 505—511.
- Сорокина Э. А. Новое в отечественной лексикографии: историко-этимологический словарь русской лексики конца XVIII—XIX века // Вестник МГОУ. Серия «Русская филология», 2014. — № 5.
- Сорокина Э. А., Гринев-Гриневич С. В. Язык как средство изучения познания и эволюции человека (к 10-летней годовщине появления антрополингвистики) // Вестник МГОУ. Серия «Лингвистика». — 2014. — № 5. — С. 12-26.
- Гринев-Гриневич С. В., Сорокина Э. А. Полисемия в общеупотребительной и в специальной лексике // Вестник МГОУ, серия «Лингвистика», 2015. — № 4. — С. 51-64.
- Сорокина Э. А. О границах понятия «прикладная лингвистика» // Актуальные проблемы теории и практики межкультурной коммуникации. — М.: МГОУ, 2015. — Вып.12. — С. 122—128.
- Elvira Sorokina. Семантические процессы в лексике национального языка как отражение развития национальной культуры // Polilog. Studia neofilologiczne. — Slupsk, 2014. — Nr 4. — SS. 217—228.

## Награды
- Почетная грамота Министерства науки и образования Российской Федерации.